# Ecnomus longicaudatus
Ecnomus longicaudatus är en nattsländeart som beskrevs av Li och Morse 1997. Ecnomus longicaudatus ingår i släktet Ecnomus och familjen trattnattsländor. Inga underarter finns listade i Catalogue of Life.